# Bijenale slikarstva
Bijenale slikarstva je umjetnička manifestacija u Hrvatskoj.

## Povijest
Pokrenulo ga je Hrvatsko društvo likovnih umjetnika 2011. godine. Zamisao osnivača bila je predstaviti trenutačno stanje hrvatske slikarske pozornice izložbom koja predstavlja širok presjek likovnog stvarateljstva naraštaja koje ju aktivno oblikuju. Uz to bijenale prati razvitak i trenutačne dosege hrvatskog slikarstva time što predstavlja prepoznatljive nastupe i autore u zadnje dvije godine. Ovako na jednom mjestu javnost upoznaje različite naraštaje, baštine i poetike pojedinačnih autora.
U okviru Bijenala ugošćuje se i izložba inozemnih autora. Koncept sastavlja gostujući kustos i njime se predstavlja presjek slikarske scene jednog europskog grada. Godine 2011. bio je I am Berliner iz Berlina, 2013. godine Vienna Calling iz Beča, godine 2015. Exporting Gdańsk iz Gdanjska, godine 2017. Extended Painting iz Praga, godine 2019. The Leipzig Connection iz Leipziga.

## Izdanja
4. izdanje po rasporedu je bilo od 20. rujna 2017. do 29. listopada 2017. Izabrani su radovi 38 umjetnika i 10 pozvanih umjetnika. U dogovoru s HDLU-om Moderna galerija priredila je samostalnu izložbu istaknutog slikara Slavka Šohaja radi revaloriziranja vrijednosti i utjecaja starih majstora slikarstva na današnje stvarateljstvo. Prvi koraci decentralizacije mjesta održavanja Bijenala slikarstva bili su na ovom bijenalu. U Gradskom muzeju u Varaždinu bio je dio izložbe. Ocjenjivački sud 4. bijenala slikarstva bili su: Tomislav Buntak, Željko Marciuš, Melinda Šefčić, Robert Šimrak i Josip Zanki za predstavljanje na 4. bijenalu slikarstva. Odabrali su 38 umjetnika i pozvali 10 umjetnika. Umjetnici koje su odabrali su: Grgur Akrap, Duga Bobanović, Viktor Daldon, Fedor Fischer, Danko Friščić, Martina Grlić, Duje Jurić, Ivana Jurić, Marija Koruga, Davor Krelja i Danica Franić (Heavenly Image Corporation), Koraljka Kovač, Ivica Malčić, Mitar Matić, Andrea Musa, Monika Meglić, Vida Meić, Marina Mesar OKO, Goran Novaković, Pavle Pavlović, Lav Paripović, Lydia Patafta, Ivan Prerad, Ana Ratković Sobota, Domagoj Rogina, Mario Romoda, Damir Sobota, Miran Šabić, Stjepan Šandrk, Bojan Šumonja i Marko Jakše, Stipan Tadić, Ivana Tkalčić, Josip Tirić, Predrag Todorović, Nataša Vuković, Eugen Varzić, Matko Vekić, Marko Zeman. Autori koje su pozvali su: Spartak Dulić,  Dalibor Jelavić, Zlatko Keser, Željko Kipke,  Zoltan Novak, Igor Rončević, Đuro Seder, Robert Šimrak (Grand prix 3. Bijenala slikarstva), Miro Vuco, Anabel Zanze. Gostujuća izložba u Galeriji Bačva bila je Extended Painting iz Praga, pod kustoskim konceptom Mareka Schovánka, koja je predstavila istaknute umjetnike, koji oblikuju suvremenu prašku slikarsku scenu, a među kojima i umjetnika Jiříja Davida. Dodijelilo se dvije novčane nagrade za istaknute umjetnike: HPB Grand Prix i HPB nagrada za mladog umjetnika. Na inicijativu anonimnog filantropa, potaknutog opusom umjetnika Ive Vraneković i Vladimira Dodiga Trokuta, kao poticaj radu i produkciji mladim umjetnicima] biti dodijeljena novčana nagrada “Iva Vraneković – Vladimir Dodig Trokut: umjetnici umjetniku”. Završnog tjedna bit će proglašenje i dodjela nagrada uz promoviranje kataloga.
5. izdanje po rasporedu je od 2. listopada do 8. prosinca 2019. godine. Ocjenjivački sud 5. bijenala činili su Tomislav Buntak, Danko Friščić i Zlatan Vrkljan. Odabrali su 40 umjetnika te pozvali pet umjetnika. Odabrani su Aleksandar Bezinović, Anabel Zanze, Andrej Tomić, Damir Sobota, Domagoj Rogina, Đuro Seder, Emanuela Lekić, Fedor Fischer, Gordana Meštrović, Grgur Akrap, Ivan Marković, Ivan Prerad, Jasmina Krajačić, Josip Tirić, Jurica Pušenjak, Katrin Radovani, Lea Popinjač, Luka Kušević, Maja Bachler, Marija Matić, Marko Zeman, Martina Fabijanović, Matej Pašalić, Matko Vekić, Milić Zdravko, Monika Meglić, Nataša Vuković, Nikica Jurković, Pavle Pavlović, Predrag Todorović, Radovan Kunić, Sebastijan Dračić, Sibel Latin, Stipan Tadić, Stjepan Šandrk, Tara Beata Racz, Valentina Supanz Marinić, Viktor Daldon, Zlatan Vehabović, Željka Cupek. Pozvani su Bojan Šumonja, Martina Grlić, Vatroslav Kuliš, Zoltan Novak, Željko Kipke. Gostujuću izložbu The Leipzig Connection iz Leipziga konceptirao je kustos Mark Gisbourn. Otkriva bogatu raznolikost djela zaslužnih za međunarodni status četiri generacije važnih umjetnika iz Leipziga. Zbog rastućeg izražavanja u mediju murala, nazočnog po mnoštvu javnih površina, kakvoći i društvenoj važnosti, 2019. je taj oblik slikarskog izražavanja uveden u Bijenale. Usporedno s likovnim postavom, izbor najistaknutijih recentnih murala s područja Hrvatske tj. najznačajnijih ostvarenja street arta izloženi su u Galeriji Prsten, a autori koji su predstavljeni su: Damir Sobota, Goran Rakić, Jelena Bando, Lav Paripović, Melinda Šefčić, Miron Milić, Sanja Stojković (Tifani Rubi), Slaven Lunar Kosanović, Stipan Tadić, Tomislav Lončarić (Lonac), Tomislav Buntak, Vladimir Tomić (Mosk). U popratnom programu Bijenala je u Galeriji Šira u Zagrebu u suradnji s Akademijom likovnih umjetnosti u Zagrebu prestavljeni su najistaknutiji studentski radovi kao dio popratnog programa.  Dodjeljuje se dvije novčane nagrade za istaknute umjetnike: HPB Grand Prix i HPB nagrada za mladog umjetnika. Na inicijativu anonimnog filantropa, potaknutog opusom umjetnika Ive Vraneković i Vladimira Dodiga Trokuta, kao poticaj radu i produkciji mladim umjetnicima, biti dodijeljena novčana nagrada “Iva Vraneković – Vladimir Dodig Trokut: umjetnici umjetniku”. Završnog tjedna bit će proglašenje i dodjela nagrada uz promoviranje kataloga.

## Vanjske poveznice
- Bijenale slikarstva  Arhivirana inačica izvorne stranice od 6. listopada 2019. (Wayback Machine)